# Заболотецька волость
Заболотецька волость — історична адміністративно-територіальна одиниця Володимир-Волинського повіту Волинської губернії Російської імперії. Волосний центр — село Заболотці. Наприкінці ХІХ ст. волость було ліквідовано, територія у повному складі відійшла до Грибовицької волості.
Станом на 1885 рік складалася з 8 поселень, 8 сільських громад. Населення — 4021 особа (2053 чоловічої статі та 1968 — жіночої), 402 дворових господарств.
|                     | Площа, десятин | У тому числі орної, дес. |
| ------------------- | -------------- | ------------------------ |
| Сільських громад    | 4805           | 4041                     |
| Приватної власності | 5342           | 2160                     |
| Казенної власності  | —              | —                        |
| Іншої власності     | 357            | 232                      |
| Загалом             | 10504          | 6436                     |

Основні поселення волості:
- Заболотці — колишнє власницьке село за 28 верст від повітового міста, волосне правління, 695 осіб, 62 двори, православна церква, костел, постоялий будинок, 2 ярмарки.
- Біличі — колишнє власницьке село, 258 осіб, 31 двір, православна церква, постоялий будинок.
- Жджори — колишнє власницьке село при річці Буг, 487 осіб, 49 дворів, православна церква, постоялий будинок.
- Литовиж — колишнє власницьке село при річці Буг, 1235 осіб, 151 двір, 2 православні церкви, 2 постоялих будинки, 2 водяних млини.
- Лишня — колишнє власницьке село, 325 осіб, 30 дворів, православна церква, постоялий будинок.
- Мольників — колишнє власницьке село при річці Буг, 380 осіб, 30 дворів, православна церква, постоялий будинок.